# Trochocyathus gardineri
Trochocyathus gardineri är en korallart som först beskrevs av Vaughan 1907.  Trochocyathus gardineri ingår i släktet Trochocyathus och familjen Caryophylliidae. Inga underarter finns listade i Catalogue of Life.